# Al Gore
Albert Arnold Gore Jr. (Washington D. C., 31 de marzo de 1948), conocido como Al Gore, es un político y ambientalista estadounidense que sirvió como el 45.º vicepresidente de los Estados Unidos de 1993 a 2001 durante la presidencia de Bill Clinton. Gore fue el candidato del Partido Demócrata en las elecciones presidenciales de 2000, ganó esas elecciones por el voto popular en toda la nación, pero perdió debido al sistema de colegio electoral frente a George W. Bush, en un ajustado recuento de votos en Florida.
Gore fue funcionario electo durante 24 años. Fue congresista por Tennessee (1977–1985) y de 1985 a 1993 fue uno de los senadores del estado. Se desempeñó como vicepresidente durante la administración Clinton entre 1993 y 2001, derrotando a la fórmulas conformadas por George H. W. Bush y Dan Quayle en 1992, y por Bob Dole y Jack Kemp en 1996. La elección presidencial de 2000 fue una de las carreras presidenciales más reñidas de la historia norteamericana. Gore y su compañero de fórmula Joe Lieberman ganaron el voto popular, pero después de una controversial disputa sobre un recuento en Florida (resuelto por la Corte Suprema de Estados Unidos, que falló 5-4 a favor de Bush), perdió la elección ante su oponente republicano George W. Bush en el Colegio Electoral.
Después de que terminó su mandato como vicepresidente en 2001, Gore permaneció prominente como autor y activista medioambiental. Ha fundado varias organizaciones sin ánimo de lucro, incluida la Alianza para la Protección del Clima, y ha recibido el premio Nobel de la Paz por su activismo sobre el cambio climático. Gore es el fundador y actual presidente de la Alianza para la Protección de Clima, el cofundador y presidente de la Generation Investment Management y la ahora difunta red de Current TV, un miembro del Consejo de administración de Apple Inc. y un asesor sénior de Google. Gore es también un socio en la firma de capital de riesgo Kleiner Perkins Caufield & Byer y encabeza su grupo de soluciones de cambio climático. Ha servido como profesor invitado en la Universidad Estatal de Tennessee Central, la Escuela de Posgrado de Periodismo de la Universidad de Columbia, la Universidad Fisk y la Universidad de California, Los Ángeles. Sirvió en el Consejo de administración de World Resources Institute.
Gore ha recibido varios premios que incluyen el Nobel de la Paz (junto al Grupo Intergubernamental de Expertos sobre el Cambio Climático, 2007), un Grammy al mejor álbum hablado (2009) por su libro Una verdad incómoda, un Primetime Emmy por Current TV (2007) y un Premio Webby (2005). Gore fue también el tema del documental galardonado por la Academia (2007) Una verdad incomoda de 2006. En 2007 fue nombrado segunda Persona del Año 2007 por la revista Time.

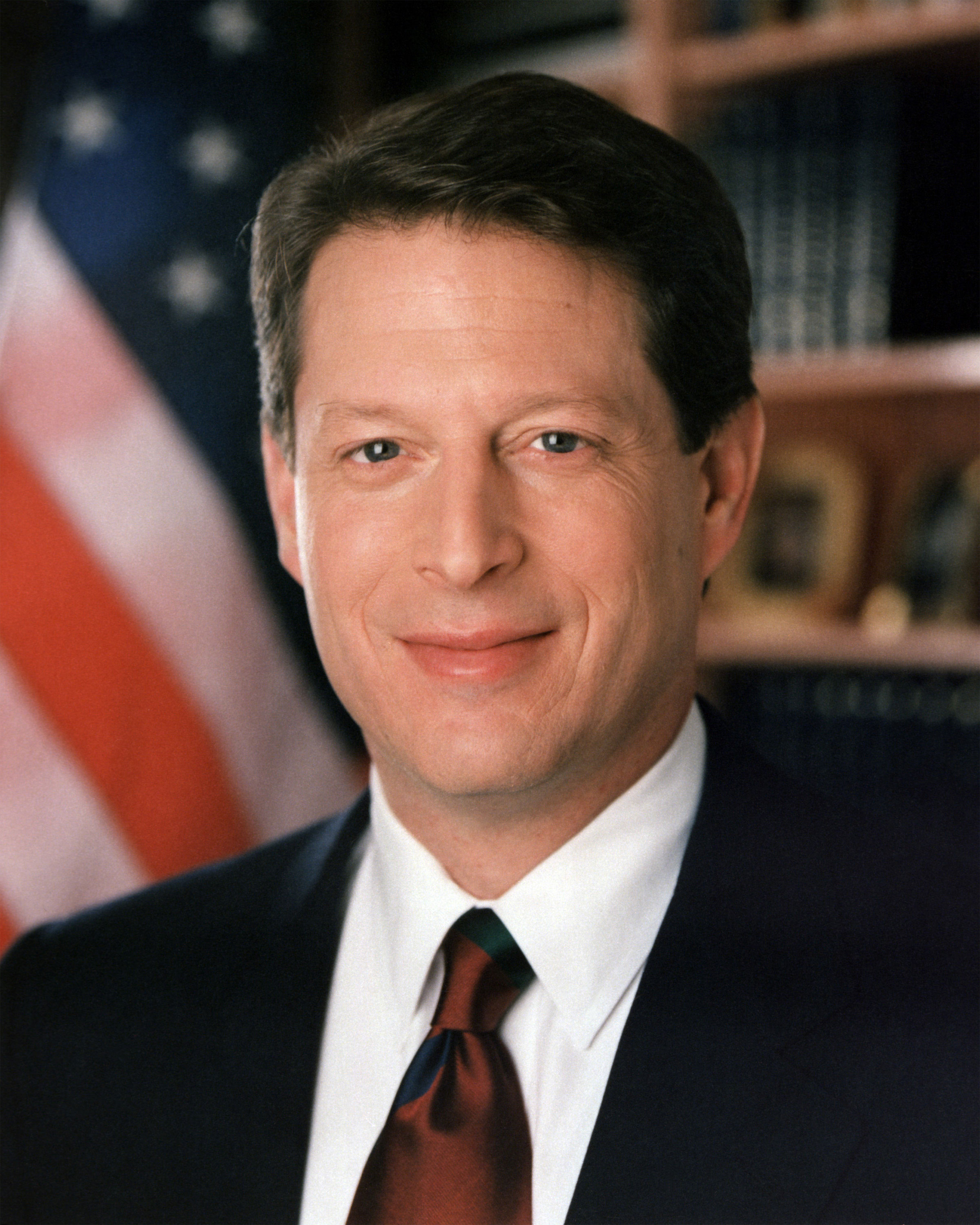
Retrato oficial, 1994.

## Primeros años y educación

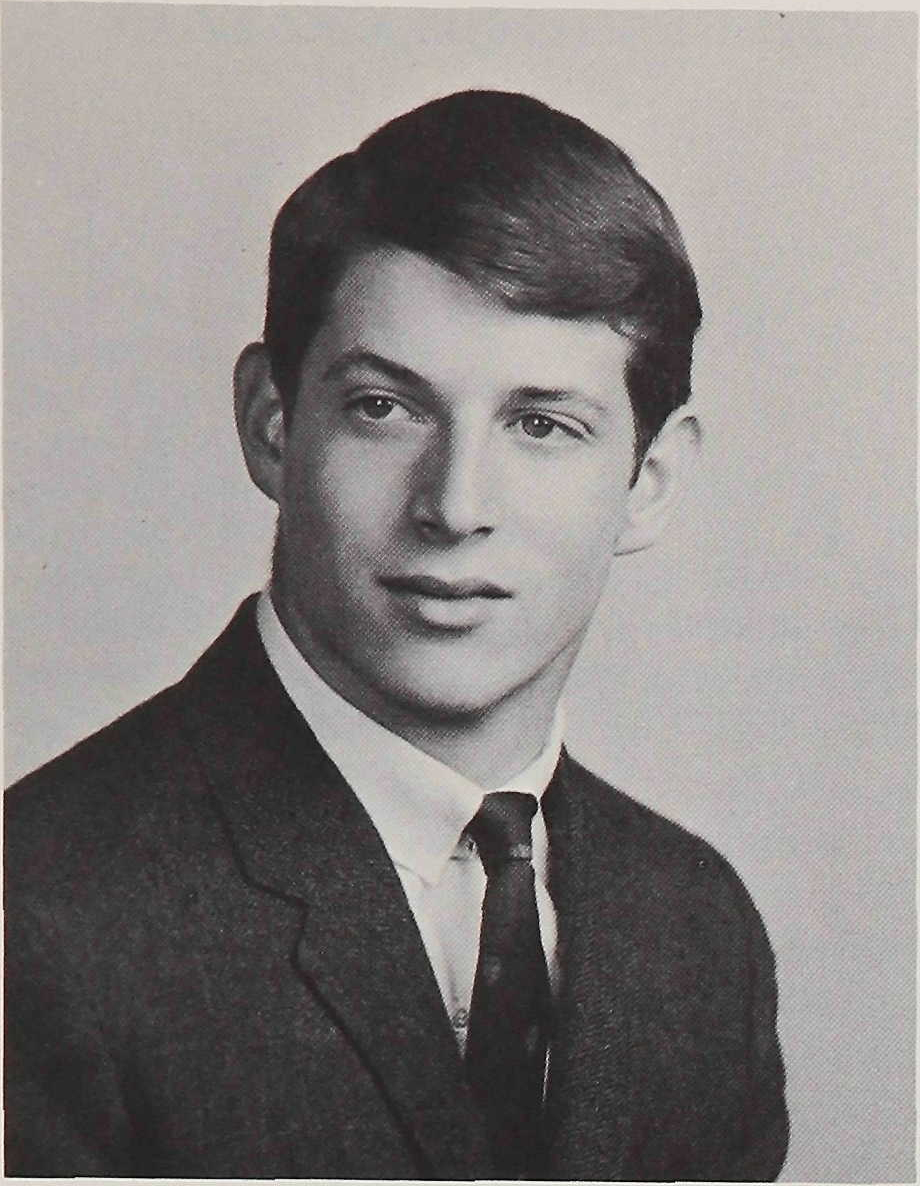
Gore en el anuario de la escuela St. Albans de 1965.

Gore nació el 31 de marzo de 1948 en Washington D. C. Fue el segundo de dos hijos de Albert Gore Sr., un representante de los Estados Unidos que sirvió durante 18 años como senador estadounidense de Tennessee; y Pauline (LaFon) Gore, una de las primeras mujeres en graduarse de la Facultad de Derecho de la Universidad Vanderbilt. Gore es descendiente de inmigrantes escoceses-irlandeses que se establecieron por primera vez en Virginia a mediados del siglo XVII y se mudaron a Tennessee después de la Guerra de Independencia. Su hermana mayor, Nancy LaFon Gore, murió de cáncer de pulmón.
Durante el año escolar vivía con su familia en The Fairfax Hotel en la sección Embassy Row en Washington D. C.. Durante el verano, trabajaba en la granja familiar en Carthage, Tennessee, donde los Gore criaban ganado y cultivaban tabaco y heno. Gore también era primo de Gore Vidal.
Completó su educación primaria y secundaria en la Escuela St. Albans en Washington (Distrito de Columbia) de 1956 a 1965, una prestigiosa escuela secundaria para la Ivy League. Durante sus años escolares, fue el capitán del equipo de fútbol, lanzó disco para el equipo de atletismo y participó en otras disciplinas como gobierno, arte y baloncesto. Se graduó 25.º en una clase de 51, aplicó a la Universidad de Harvard y fue aceptado.
En Harvard, estudió gobernanza y compartió habitación durante cuatro años con Tommy Lee Jones.Obtuvo una Licenciatura en Arte en junio de 1969. Aunque se opuso a la guerra de Vietnam, se alistó en el ejército el 7 de agosto de 1969 para participar en ella. Fue enviado a Vietnam en 1971, después de formarse como periodista militar.
Después de su regreso, se convirtió en reportero del periódico Tennessee y al mismo tiempo estudió teología en la Universidad de Vanderbilt Divinity School para tener respuestas a sus preguntas espirituales sobre las injusticias sociales. En 1974, dejó su trabajo en Tennesseean para estudiar en la Facultad de Derecho de la Universidad de Vanderbilt. Sin embargo, no completó sus estudios de derecho y decidió en 1976 postularse para un escaño en la Cámara de Representantes de Estados Unidos.

## Carrera política
Inició su carrera como político en 1976, cuando fue elegido por Tennessee al Congreso de los Estados Unidos. Fue elegido para el Senado en 1984, y reelegido una vez más en 1990. Su candidatura para la nominación demócrata a la presidencia en 1988 no tuvo éxito.

## Vicepresidente de los Estados Unidos (1993-2001)
En 1992 Al Gore publica el ya clásico Earth in the Balance: Ecology and Human Spirit, en el cual plantea una revolución ecológica necesaria para el siglo XXI. Posteriormente, Al Gore se ha transformado en uno de los líderes ecológicos más importantes a nivel mundial.
Acompañado en la fórmula por Joseph Lieberman, Gore fue candidato por el Partido Demócrata a la Casa Blanca para las elecciones de noviembre de 2000, siendo el candidato que más votos obtuvo, medio millón más que George W. Bush y muy por delante de Ralph Nader y Pat Buchanan.

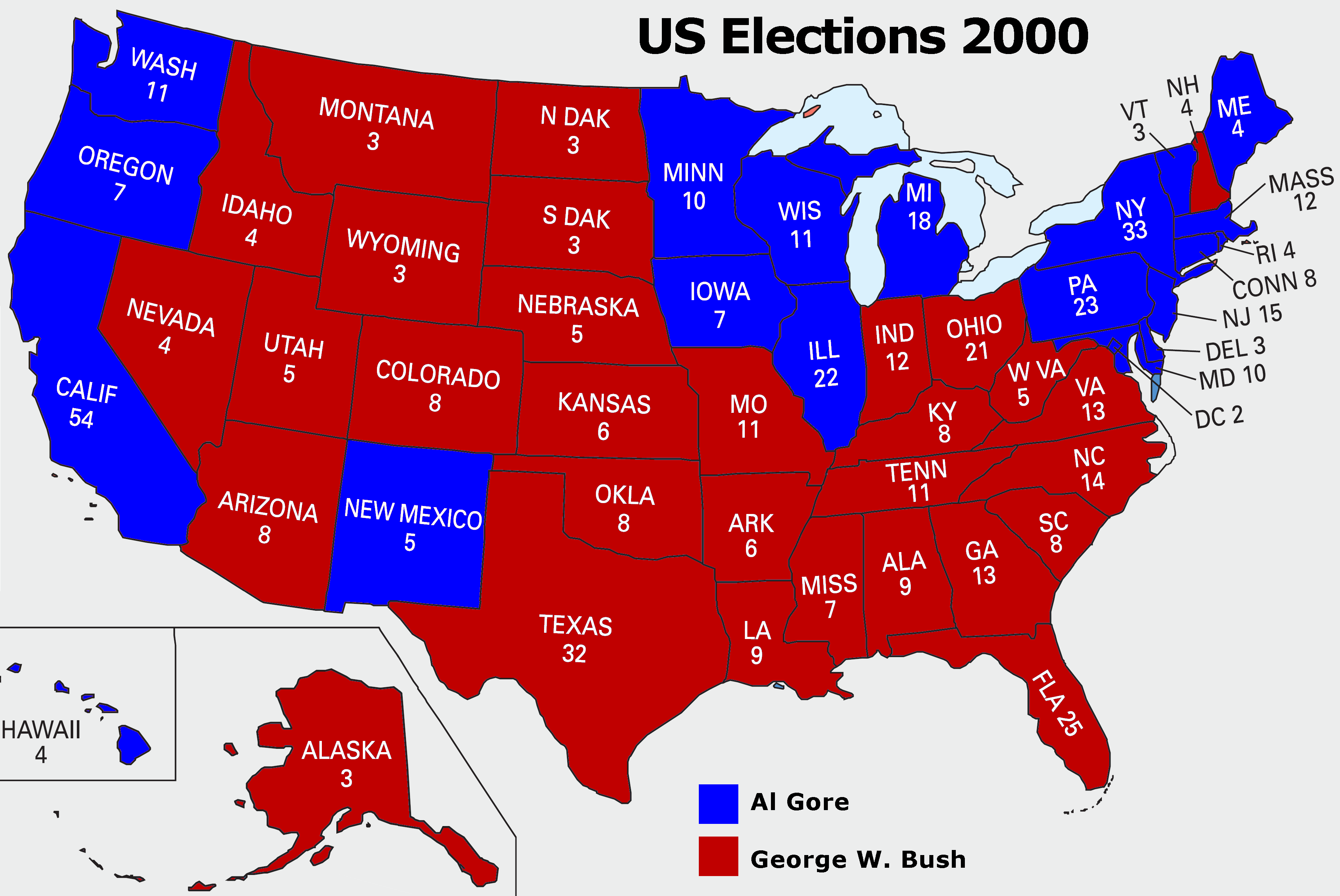
Resultados de las elecciones de 2000.

Sin embargo, su oponente republicano, George W. Bush, ganó en número de colegiados. Muy importante para este resultado fue que Bush obtuvo oficialmente unos cientos de votos más en Florida, estado clave para el recuento por lo ajustado de los resultados. La validez de estos resultados fue muy discutida, entre otros motivos porque en varias mesas se presentaban papeletas que podían propiciar equívocos, porque no se permitió el voto a numerosos ciudadanos de Florida por sus antecedentes penales, y porque se pusieron graves trabas a votantes cuyo nombre y apellidos coincidiesen con los de los ciudadanos vetados por sus antecedentes. A pesar de todo, tras unas semanas de sucesivos recuentos y apelaciones judiciales, Gore desistió y reconoció a Bush como ganador.
Tras perder las elecciones de 2000, Gore se convirtió en profesor de periodismo por algunos meses, y después volvió a dar conferencias sobre ecologismo. En septiembre de 2002 condenó fuertemente la política de Bush en Irak, denominándola "una distracción" y acusando a Bush de dañar la imagen de Estados Unidos en el extranjero.
Tras levantar una gran expectación, no se presentó a las primarias demócratas de 2004, pero apoyó la candidatura fallida de Howard Dean.

## Post Vicepresidencia (2001-presente)

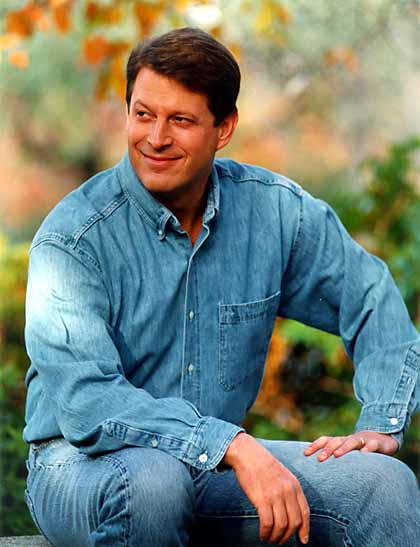
Gore en 2000

Bill Clinton y Gore habían mantenido una distancia pública informal durante ocho años, pero se reunieron para los medios en agosto de 2009. Clinton había arreglado la liberación de dos mujeres periodistas que fueron retenidas como rehenes en Corea del Norte. Las mujeres eran empleadas de Current TV de Gore. En mayo de 2018, formó parte del comité del gobierno indio para coordinar las celebraciones de un año del 150 aniversario del nacimiento de Mahatma Gandhi, que comenzaron el 2 de octubre de 2019.

### Críticas a Bush
A partir de 2002, Gore comenzó a criticar públicamente a la administración Bush. En un discurso del 23 de septiembre que pronunció ante el Commonwealth Club de California, Gore criticó a Bush y al Congreso por la prisa por la guerra antes del estallido de las hostilidades en Irak. Comparó esta decisión con la guerra del Golfo Pérsico (por la cual Gore había votado) al declarar: «En 1991, fui uno de los pocos demócratas en el Senado de los Estados Unidos que votó a favor de la resolución que respalda la Guerra del Golfo Pérsico... Pero observe las diferencias entre la resolución que se votó en 1991 y la que esta administración propone que el Congreso vote en 2002. Las circunstancias son real y completamente diferentes. Para revisar brevemente algunos de ellos: en 1991, Irak había cruzado una frontera internacional, invadió una nación soberana vecina y anexó su territorio. Ahora, por el contrario, en 2002, no ha habido tal invasión». En un discurso pronunciado en 2004, durante las elecciones presidenciales, Gore acusó a George W. Bush de traicionar al país utilizando los ataques del 11 de septiembre como justificación para la invasión de Irak. Al año siguiente, Gore dio un discurso que cubrió muchos temas, incluido lo que llamó «fanáticos religiosos» que afirman tener un conocimiento especial de la voluntad de Dios en la política estadounidense. Gore declaró: «Incluso afirman que aquellos de nosotros que no estamos de acuerdo con su punto de vista estamos librando una guerra contra las personas de fe». Después del huracán Katrina en 2005, Gore alquiló dos aviones para evacuar a 270 personas de Nueva Orleans y criticó la respuesta de la administración Bush al huracán. En 2006, Gore criticó el uso de escuchas telefónicas domésticas por parte de Bush sin una orden judicial. Un mes después, en un discurso pronunciado en el Foro Económico de Jeddah, Gore criticó el tratamiento hacia los árabes en los Estados Unidos después de declarar el 11 de septiembre: «Lamentablemente ha habido abusos terribles y está mal ... Quiero que sepas que no representa los deseos o sentimientos de la mayoría de los ciudadanos de mi país». El libro de 2007 de Gore, The Assault on Reason, es un análisis de lo que Gore llama «vaciar el mercado de ideas» en el discurso cívico durante la administración Bush. Atribuye este fenómeno a la influencia de la televisión y argumenta que pone en peligro la democracia estadounidense. Por el contrario, argumenta Gore, Internet puede revitalizar y finalmente «redimir la integridad de la democracia representativa». En 2008, Gore argumentó en contra de la prohibición del matrimonio entre personas del mismo sexo en su sitio web Current TV, al decir: «Creo que los hombres y mujeres homosexuales deberían tener los mismos derechos que los hombres y mujeres heterosexuales para hacer contratos, tener derechos de visita al hospital y unirse en matrimonio». En una entrevista de 2009 con CNN, Gore comentó sobre las críticas del exvicepresidente Dick Cheney a la administración de Obama. Refiriéndose a su propia crítica anterior de las administraciones de Bush, Gore declaró: «Esperé dos años después de dejar el cargo para hacer declaraciones que fueron críticas, y luego de la política... Ya sabes, hablas de alguien que no debería estar hablando de hacer que el país sea menos seguro, invadir un país que no nos atacó y que no representa una amenaza grave para nosotros».
Si bien Gore ha criticado a Bush por su respuesta a Katrina, no ha hablado públicamente sobre su parte en la evacuación de 270 pacientes el 3 y 4 de septiembre de 2005, del Hospital Charity en Nueva Orleans a Tennessee. El 1 de septiembre, el Dr. David Kline —quien había operado al hijo de Gore, Albert—, neurocirujano del Hospital Charity, contactó a Gore a través de Greg Simon de FasterCures. Kline informó a Gore y Simon de las condiciones alarmantes en el hospital y les pidió a Gore y Simon que lo arreglaran. En el compromiso financiero personal de Gore, dos aerolíneas proporcionaron un avión con un vuelo posteriormente suscrito por Larry Flax. Los vuelos fueron realizados por tripulaciones voluntarias de la aerolínea y atendidos médicamente por el primo de Gore, el coronel retirado Dar LaFon y el médico de familia Dr. Anderson Spickard, y fueron acompañados por Gore y Albert III. Gore usó su influencia política para acelerar los derechos de aterrizaje en Nueva Orleans.

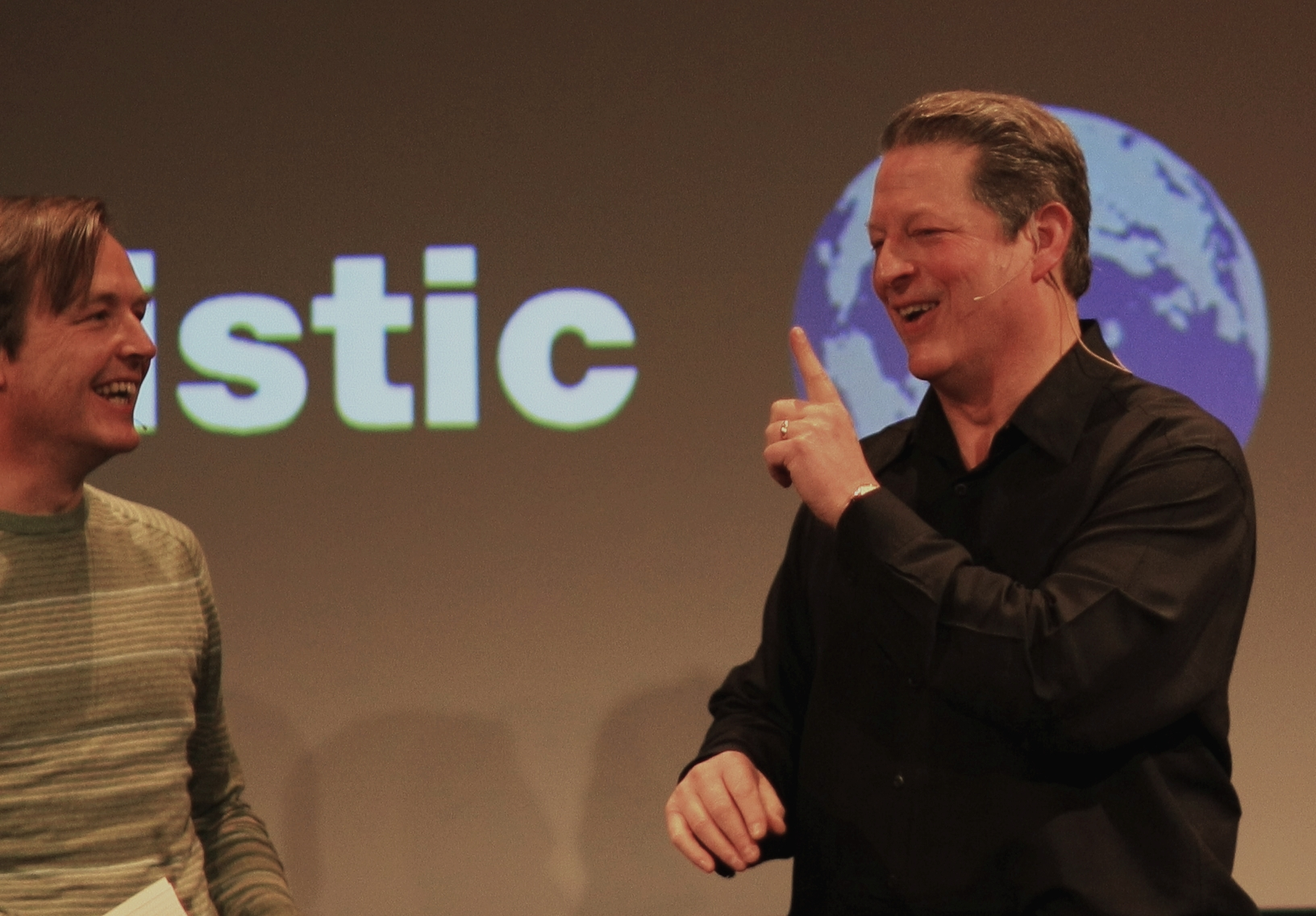
Chris Anderson pregunta: «¿Volverás a competir?» Gore responde: «¡Ohh, no me vas a meter en esto!»

### Contienda presidencial especulada
La gente especulaba que Gore sería un candidato para las elecciones presidenciales de 2004 (una calcomanía, «¡Reelegid a Gore en 2004!» era popular). Sin embargo, el 16 de diciembre de 2002, Gore anunció que no competiría en 2004. Si bien Gore consideró seriamente desafiar a Bush en 2004, los ataques del 11 de septiembre y el posterior aumento estratosférico en la popularidad del presidente Bush como resultado de su respuesta a estos ataques fueron factores importantes en la decisión de Gore de diciembre de 2002 de no volver a presentarse en 2004. A pesar de que Gore se retiró de la contienda, un puñado de sus seguidores formaron una campaña nacional para reclutarlo para que compitiera. Un observador concluyó que era «Al Gore quien tiene la mejor oportunidad de derrotar al presidente en ejercicio», y señaló que «de los 43 presidentes, solo tres han sido descendientes directos de ex presidentes»: John Quincy Adams, Benjamin Harrison y George W. Bush, que «los tres ganaron el cargo solo después de ... anomalías en el Colegio Electoral», que los dos primeros fueron derrotados por reelección en una reacción populista, y finalmente eso «Los hombres que primero perdieron ante la progenie presidencial y luego los vencieron» (es decir, Andrew Jackson y Grover Cleveland) «cada uno ganó una especie de inmortalidad: colocar su imagen en una unidad de moneda estadounidense», y que Gore debería responder a esta llamada de la historia. El proyecto de movimiento, sin embargo, no logró convencer a Gore de que participara.
La posibilidad de una candidatura de Gore surgió nuevamente entre 2006 y principios de 2008 a la luz de las próximas elecciones presidenciales de 2008. Aunque Gore frecuentemente declaró que «no tenía planes de contender», no rechazó la posibilidad de una futura participación en la política que llevó a especular que podría participar. Esto se debió en parte a su mayor popularidad después del lanzamiento del documental de 2006, An Inconvenient Truth. El director de la película, Davis Guggenheim, declaró que después del lanzamiento, «En todas partes donde voy con él, lo tratan como una estrella de rock».

### Ambientalismo

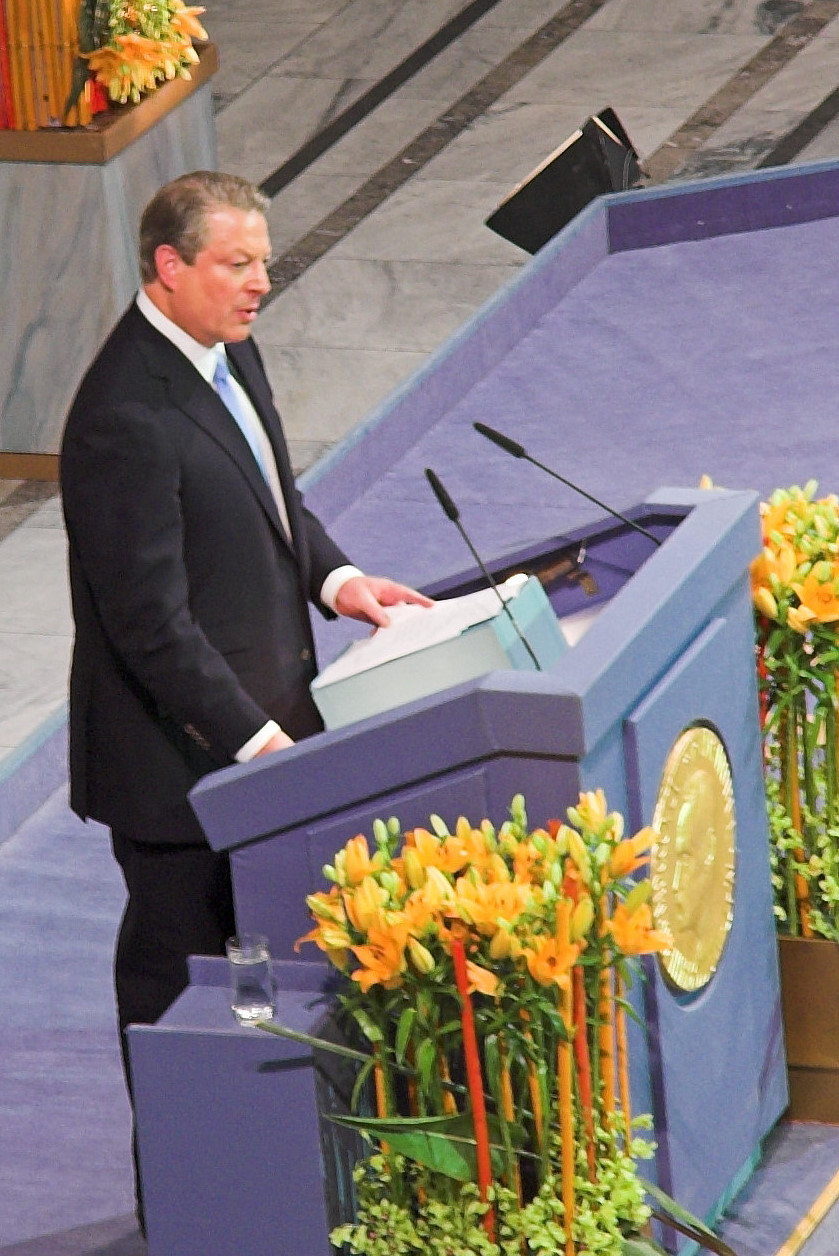
Gore recibiendo el Premio Nobel de la Paz en el ayuntamiento de Oslo, 2007.

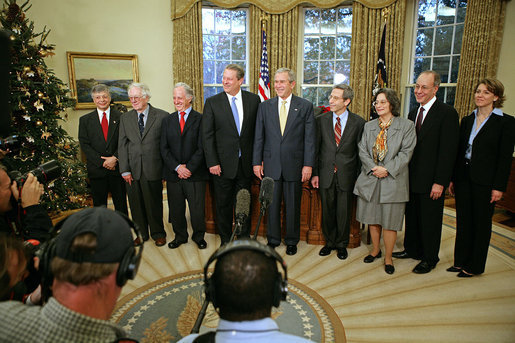
Reunión del presidente George W. Bush con Al Gore y los otros premios Nobel de 2007 en noviembre.

Gore ha estado involucrado en los problemas ambientales desde 1976, cuando en su primer año de congresista, llevó a cabo las "primeras audiencias en el Congreso sobre el cambio climático y audiencias copropuestas sobre residuos tóxicos y el calentamiento global"." Continuó hablando sobre el tema a lo largo de década de 1980, y todavía está activo en la comunidad ambiental. Era conocido como uno de los demócratas Atari, más tarde llamado los "demócratas verdes, políticos que ven temas como el aire limpio, el agua limpia y el calentamiento global como la clave para futuras victorias de su partido".
En 1990, el senador Gore presidió una conferencia de tres días con los legisladores de más de 42 Países que buscaron crear un Plan Marshall Global, "bajo el cual las naciones Industrializadas ayudarían a los países menos desarrollados a crecer económicamente a la vez que aún se protege el medio ambiente. A los finales de 1990, Gore presionó fuertemente la adopción del Protocolo de Kioto, que exige reducciones en las emisiones de gases invernadero. Se le opuso el Senado, quien aprobó por unanimidad (95-0) la Resolución Byrd–Hagel (S. Res. 98), que declaraba que la opinión del Senado era que los Estados Unidos no debía firmar ningún protocolo que no incluyera objetivos vinculantes y fechas para las naciones en desarrollo además de las industrializadas o "resultaría en un daño serio a la economía de los Estados Unidos".
En 1999, Gore se jactó de haber “tomado la iniciativa en crear la internet.”  ARPANET, la espina dorsal de la internet, fue creada por el Ministerio de Defensa estadounidense en 1969, cuando Gore tenía 21 años y era estudiante de leyes; Gore fue electo al gobierno ocho años más tarde, cuando ya el mensaje de correo electrónico era cosa común.  Gore también reclama haberse inventado la autopista de la información, pese a que se hablaba de una "autopista de los datos” ya en 1975, años antes del arribo de Gore al congreso.  Según la Progress and Freedom Foundation, “Gore no tuvo rol positivo alguno en las decisiones que llevaron a la creación de la internet.”
En 2004 cofundó Generation Investment Management, compañía que presidió. Unos años después, Gore fundó también The Alliance for Climate Protection, una organización que luego lanzaría la campaña We. Gore se volvió miembro en una agencia de capital de riesgo, Kleiner Perkins Caufield & Byers, en la que encabeza el grupo de soluciones al cambio climático. También ayudó a organizar los conciertos benéficos Live Earth.
El 24 de mayo de 2006 se estrenó "una verdad incómoda", luego de que la productora, Laurie David, asistiera a la charla sobre cambio climático que dio el filántropo en Nueva York en 2004. David propuso a Gore adaptar la presentación que había hecho en público, para el cine.

Además de aumentar la conciencia sobre el calentamiento global, el documental ganó dos Oscars y fue todo un éxito en la industria cinematográfica.

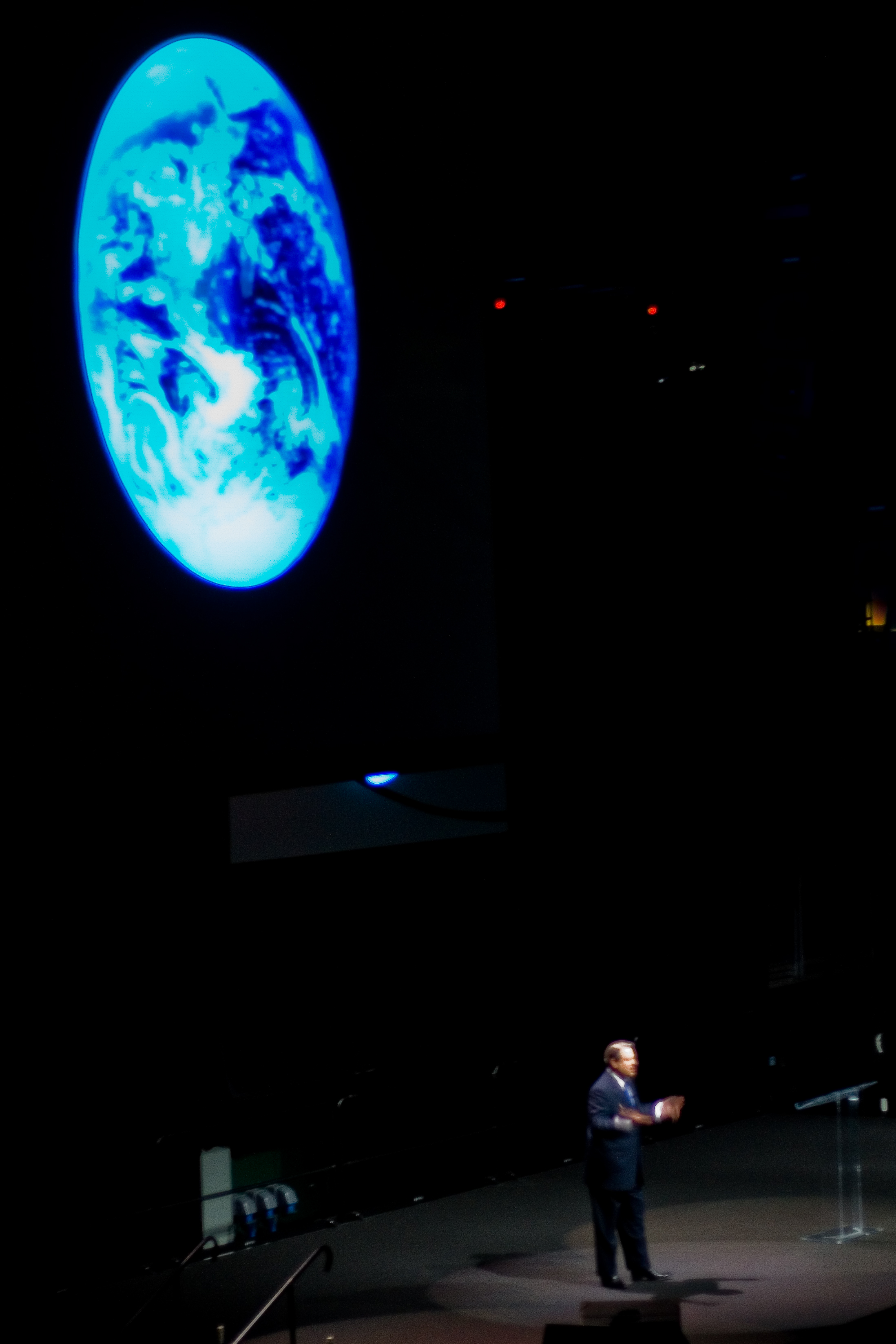
Discurso de Gore sobre el calentamiento global en el BankUnited Center de la Universidad de Miami en febrero de 2007.

En 2013, Gore se volvió vegano. Anteriormente había admitido que "Es absolutamente correcto que la intensidad creciente de la carne de las dietas a lo largo del mundo es uno de los asuntos conectados a la crisis global. No solo por el dióxido de carbono involucrado, sino también debido al agua consumida en el proceso" y algunos especulan que su adopción de esta dieta es relacionado con su postura medioambiental. En una entrevista de 2014, Gore dijo: "Hace un año cambié mi dieta a una dieta vegana, realmente solo para experimentar y ver cómo era. [...] Me siento mejor, así que he continuado con ella y probablemente la continúe por el resto de mi vida".

### Críticas
La participación de Gore en los problemas ambientales ha sido criticada. Por ejemplo, se le ha tildado de "millonario del carbono" y acusado de lucrar con su activismo; acusación que ha negado y ha dicho, entre otras cosas, que está orgulloso de demostrar con acciones lo que ha apoyado durante unos 30 años. Un think tank derechista de Washington D. C. y un congresista republicano, entre otros, han afirmado que Gore tiene un conflicto de interés por defender subsidios a las tecnologías de energía verde en las que tiene una inversión personal. Además, ha sido criticado por tener un consumo energético sobre el promedio en el uso de jets privados y múltiples casas grandes, una de las cuales se informó en 2007 que usaba gran cantidad de electricidad. El portavoz de Gore respondió que los Gore usan energía renovable, que es más cara que la regular, y que la casa de Tennessee en cuestión había sido modernizada para hacerla energéticamente más eficiente.
Se ha cuestionado la información de Una verdad incómoda. En un caso judicial de 2007, un juez británico dijo que "sin duda [...] la película fue ampliamente correcta" y que sus "cuatro hipótesis científicas principales [...] están apoyadas por una vasta cantidad de investigación", y confirmó nueve de una "larga lista" de supuestos errores presentados a la corte. Falló que el filme podía mostrarse a los escolares británicos si las notas de guía dada a los profesores fueran modificadas para equilibrar las posturas políticas unilaterales de la película. La portavoz de Gore respondió en 2007 que el tribunal había confirmado la tesis fundamental del documental y su uso como una herramienta educativa. En 2009, un entrevistador le preguntó a Gore sobre el reto del tribunal británico y los nueve "errores" y Gore respondió "el fallo fue a mi favor".
A finales de 1980 y la década de 1990, Gore fue criticado por su participación en pedir a la EPA controles de polución menos estrictos para el río Pigeon.
Organizaciones, incluida People for the Ethical Treatment of Animals (PETA), criticaron a Gore por no defender el vegetarianismo como una forma en que las personas reduzcan su huella de carbono. Gore está de acuerdo en que la producción de carne contribuye a incrementar las emisiones de carbono, pero no quería ir "tan lejos como [...] decir que todo el mundo debería convertirse en vegetariano". Dijo que aunque no era un vegetariano, había "reducido intensamente" su consumo de carne.
Cuando Bjørn Lomborg le pidió debatir si el gasto en salud y educación debía tener prioridad sobre limitar las emisiones de carbono, Gore respondió que no lo haría debido a que la "comunidad científica ha pasado por esto en el mayor detalle. Desde hace mucho que hemos pasado el tiempo cuando debíamos pretender que este es un problema 'por un lado, por el otro'. [...] No es un asunto de teoría o conjetura".

## Historia electoral

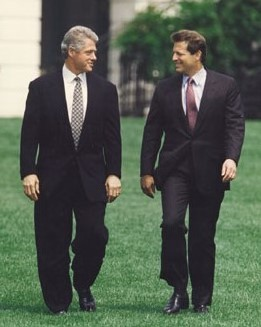
Bill Clinton y Al Gore en 1993.

Elecciones presidenciales de Estados Unidos 2000
George W. Bush (Republicano) - 271 votos electorales (47,9% del voto popular).
Al Gore (Demócrata) - 266 votos electorales (48,4% del voto popular).
Ralph Nader (Verde) 2,7% del voto popular
Pat Buchanan (Reformista) 0,4% del voto popular
Harry Browne (Libertario) 0,4% del voto popular
Howard Phillips (Constitucional) 0,1% del voto popular
John Hagelin (Ley Natural) 0,1% del voto popular
Elecciones presidenciales de Estados Unidos 1996 (como Vicepresidente).
Al Gore (Demócrata) (inc.) - 397 votos electorales (49,2% del voto popular).
Jack Kemp (Republicano) 40,7% - 159 votos electorales (40,7% del voto popular).
Pat Choate 8,4% del voto popular
Jo Jorgensen (Libertario) 0,5% del voto popular
Herbert Titus (Pagadores de impuestos) 0,2% del voto popular
Michael Tompkins (Ley Natural) 0,1% del voto popular
Elecciones presidenciales de Estados Unidos 1992 (como Vicepresidente).
Al Gore (Demócrata) - 370 votos electorales (43,0% del voto popular).
Dan Quayle (Republicano) (inc.) - 168 votos electorales (37,4% del voto popular).
James Stockdale (Independiente) 18,9% del voto popular]
Nancy Lord (Libertario) 0,3% del voto popular]
Cy Minett (Populista) 0,1% del voto popular]
Elecciones senatoriales de Estados Unidos 1984 por Tennessee
Al Gore (Demócrata) 60,7% del voto popular
Victor Ashe (Republicano) 33,8% del voto popular
Ed McAteer (Independiente) 5,3% del voto popular

## Vida personal
Gore conoció a Mary Elizabeth «Tipper» Aitcheson en su fiesta de graduación de St. Albans en 1965. Era de la cercana escuela de St. Agnes. Tipper siguió a Gore a Boston para asistir a la universidad, y se casaron en la Catedral Nacional de Washington el 19 de mayo de 1970.
Tienen cuatro hijos: Karenna Gore (n. 1973), Kristin Carlson Gore (n. 1977), Sarah LaFon Gore (n. 1979) y Albert Arnold Gore III (n. 1982).
Antes de comenzar su carrera política, asistió a la Iglesia Bautista Misionera de New Salem en Elmwood, Tennessee. En 1977, cuando se mudó en Arlington, Virginia, asistió a la Iglesia Bautista Mount Vernon. Él y su esposa se bautizaron en 1980 y se convirtieron en miembros de la Iglesia.  En 2004, anunció que había dejado la Convención Bautista del Sur, pero seguía siendo bautista. En 2007, recibió el premio "Bautista del año" de Ethics Daily por su activismo ambiental. Fue un orador principal en la convención Nueva Alianza Bautista de 2008.
En junio de 2010 (poco después de comprar una nueva casa), los Gore anunciaron en un correo electrónico a sus amigos que después de «una consideración larga y cuidadosa», habían tomado la decisión mutua de separarse. En mayo de 2012, se informó que Gore comenzó a salir con Elizabeth Keadle de California.

## Premios y honores
Gore ha sido galardonado con varios premios, incluido el Premio Nobel de la Paz (junto al Grupo Intergubernamental de Expertos sobre el Cambio Climático) «por sus esfuerzos para construir y diseminar un mayor conocimiento sobre el cambio climático causado por el hombre y poner las bases para la toma de las medidas que sean necesarias para contrarrestar ese cambio» en 2007, un Primetime Emmy Award para Current TV en 2007, un Webby Award en 2005 y el Premio Príncipe de Asturias de Cooperación Internacional. También fue protagonista del documental Una verdad incómoda (2006), que ganó el Óscar al mejor documental en 2007 y escribió el libro Una verdad incomoda: La crisis planetaria del calentamiento global y como afrontarla, que ganó un premio Grammy al mejor álbum hablado en 2009.
El presidente Barack Obama alabó a Gore por fomentar la causa de la paz.